# Jan Hoem
Jan Michael Hoem (* 17. April 1939 in Kristiansund, Norwegen; † 25. Februar 2017 in Stockholm) war ein norwegischer Bevölkerungswissenschaftler und Professor für Statistische Demographie. 

## Leben
Hoem studierte an der Universität Oslo Versicherungsmathematik und erwarb dort 1964 auch seinen M.Sc. 1968 folgte der M.Sc. in mathematischer Statistik, während Hoem von 1965 bis 1969 als Assistent am Lehrstuhl für Theoretische Statistik der Universität Oslo tätig war. 1969 promovierte Hoem zum Dr. phil. und ging 1970 als Leiter der Soziodemografischen Forschungseinheit an das Statistische Zentralamt Norwegen. Von 1974 bis 1981 hatte Hoem eine Professur in Versicherungsmathematik an der Universität Kopenhagen inne, dem von 1981 bis 1999 die Professur für Demometrie an der Universität Stockholm folgte. 1999 wurde Hoem von der Max-Planck-Gesellschaft zum zweiten Direktor an das Max-Planck-Institut für demografische Forschung in Rostock berufen, wo er die Abteilung Fertilitäts- und Familienentwicklung im heutigen Europa aufbaute und leitete. 2002 wurde Hoem zum Honorarprofessor für Statistische Demografie an der Universität Rostock ernannt.
Neben seiner wissenschaftlichen Tätigkeit über die Emeritierung 2007 hinaus war Hoem Mitglied der Actuarial Association of Norway, der American Statistical Association, des International Statistical Institute, der International Union for the Scientific Study of Population sowie der Scandinavian Demographic Society und der Population Association of America.

## Auszeichnung
Jan Hoem erhielt 2006 für seine wissenschaftlichen Tätigkeiten im Laufe seiner Karriere vom internationalen Demografenfachverband International Union for the Scientific Study of Population die Ehrung als Laureate 2006.

## Werke (Auswahl)
Jan Hoem war Autor und Co-Autor zahlreicher Publikationen. Sein Buch Basic Concepts of Formal Demography, welches in Norwegen zum Standardwerk der Einführung in die Demografie wurde, veröffentlichte Hoem vor dem Doktortitel. Sein Artikel Purged and partial Markov chains (1969) über Markow-Ketten-Modelle wurde zu einer bedeutenden Abhandlung der modernen Versicherungsmathematik. 
- J. M. Hoem; T. Frejka; T. Sobotka; L. Toulemon: Summary and general conclusions: childbearing trends and policies in Europe. In: Demographic Research. Vol. 19. Max Planck Institute for Demographic Research, 2008, S. 5–14, doi:10.4054/DemRes.2008.19.2.
- J. M. Hoem; D. Kostova: Early traces of the Second Demographic Transition in Bulgaria: a joint analysis of marital and non-marital union formation, 1960–2004. In: Population Studies. 2008, S. 259–271, doi:10.1080/00324720802313256.
- J. M. Hoem; G. R. Neyer: Education and permanent childlessness: Austria vs. Sweden; a research note. In: Demographic challenges for the 21st century: a state of the art in demography. VUBPRESS, Brussels 2008, ISBN 978-90-5487-447-8, S. 91–112 (Online [PDF; 243 kB; abgerufen am 30. Oktober 2021]).
- Classical demographic methods of analysis and modern event-history techniques. In: IUSSP: 22nd International Population Conference. Volume 3. Montreal 1993, S. 281–291.
- Public policy as the fuel of fertility: effects of a policy reform on the pace of childbearing in Sweden in the 1980s. In: Acta Sociologica. Vol. 36, Nr. 1, 1993, S. 19–31, doi:10.1177/000169939303600102.
- Social policy and recent fertility change in Sweden. In: Population and Development Review. Vol. 16, Nr. 4, 1990, S. 735–748.